# Ощів
О́щів — село в Україні, у Горохівській міській громаді Луцького району Волинської області. Населення складає 410 осіб (01.11.2023). 

## Географічне розташування
Село Ощів розташоване на південному сході Волині, за 45 км від обласного і районного центрів та 12 км від адміністративного центру міської громади, на території Волинської височини на північних схилах річки Утятин — притоки Гнилої Липи. Береги річки осушені і використовуються під пасовища. У центрально-західній частині села знаходиться невелике озеро Рудка. За 2 км від села пролягає автошлях національного значення Н17 (Львів — Радехів — Луцьк). Найближча залізнична станція станція Звиняче (за 2 км).
Ґрунти в Ощеві переважно піщані, супіщані і підзолисті чорноземи. На підвищених місцях піщаних ґрунтів насаджені хвойні ліси, особливо на крутих схилах у напрямку Звинячого та Ярівки.
Клімат помірно-континентальний.

## Історія

### Перша згадка та походження назви
Перша згадка про Ощів згадується у 1545 році, коли він належав Іванові та Михайлу Ощівським: «Ощів — село, Володимирський повіт, Скобелецька волость, за 58 км від міста Володимира, на схід від Горохова. Наприкінці XIX століття налічувалося 89 подвір'їв та 603 жителя, дерев'яна церква з XVII—XVIII століть, 2 млини. Згадується село у 1545 році, коли то воно належало до Івана та Михайла Ощівських. У 1570 році Ощівські платять: Василь за 6 дим., 7 город., 1 млинського колеса і 1 коршми; Тимко від 6 дим., 7 город.; Михайло від 6 дим.; 6 город і Микита з 6 дим. і 6 город. У 1577 році, крім Ощівських, платить з Ощева поміщик Станислав Защинський. В документах на ґрунтах села Ощів загадується урочища: Волоховне і Туре поле (...). За переписом 1911 року до великої зем[ельної] власности в О[щеві] і Перішковичах до пом[іщиці] Сурмєнєвої належало 1,095 десятин».

У «Географічному словнику королівства Польського» Ощів згадується так: 
«Ощів, також Ощев, в докум. Вощов, село з церквою, пов[іт] Володимирський (давніше в пов[іті] Луцькім), на півн[ічний]-схід від містечка Горохова. В документах загадуються ще урочища Волховне і Туре поле».

### У складі Речі Посполитої (1569—1795)
У Клірових відомостях церков Володимирського уїзду за 1868 рік значиться, що самостійна Богоявленська церква 6-го класу села Ощева побудована 1717 року невідомо ким, станом дерев'яна, стара, дзвіниця при ній теж дерев'яна, стара. Престол в ній один в ім'я Богоявлення Господнього.

### У складі Російської імперії (1795—1914)
У лютому 1862 року на підставі Маніфесту про скасування кріпосного права в Російській імперії 81 жителя села перевели в категорію тимчасовозобов'язаних.
У Клірових відомостях церков Володимирського уїзду за 1868 рік в Ощеві значиться духовного стану - 1 будинки, 3 чоловіків, 5 жінок; військових - 3 будинки, 12 чоловіків, 20 жінок; селян - 42 будинки, 171 чоловік, 170 жінок.
Станом на 1885 рік Ощів — колишнє власницьке село з населенням 392 особи, 42 дворами, православною церквою, заїжджим будинком, 2 водяними млинами.

### Перша світова війна і міжвоєнний період (1914—1939)
Під час Першої світової війни 60 % чоловічого населення мобілізували до російської імператорської армії, для потреб фронту реквізували більш ніж половину коней і возів. Населення евакуювали до Катеринославської губернії.
У 1921 році, після Ризького договору, село відійшло під владу Польської Республіки.
У північній частині Ощева польська адміністрація створила колонію — осадник, — де жили етнічні поляки. Заможні поляки наймали працювати на своїх господарствах місцевих жителів.
У цей час частина жителів села, продавши своє господарство, із сім'ями емігрувала до Канади й Аргентини.

### Під час Другої світової війни (1939—1944)
У 1939 році, після нападу СРСР на Польщу, в Ощеві були створені перші органи місцевої влади. Приміщення сільської ради було в хаті вивезеного до Сибіру Степана Марчука. Першим головою було обрано Степана Демчука, пізніше — Лук'яна Карпуня. Разом зі створенням органів місцевої влади, у селі у 1940 році було створено колгосп імені Молотова. Селяни неохоче йшли в колективне господарство. У людей примусово забирали коні, вози, реманент. 
22 червня 1941 року, в день нападу військ Третього Рейху на СРСР, у селі Ощів загинули Уліян Мазарчук, Ілля Грищук, Іван Злотко, вчителька історії Агафія Вержанська від розриву бомби на шкільному подвір'ї.
Під час німецько-радянської війни на каторжні роботи до Німеччини були вивезені Степан Новосад, Іван Шкамарда, Лідія Сербалюк, Степан Новосад, Петро Новосад, Іван Жук, Петро Новосад, Марія Марчук, Василь Шкамарда.

#### Звільнення території села від німецької окупації
Звільнення села відбулося у ході Львівсько-Сандомирської операції влітку 1944 року військами 1-го Українського фронту. Лінія прориву на Рава-Руському напрямку проходила через села Красів, Звиняче, Ощів, Терешківці, Пустомити.

Про початок наступу-прориву розповідали учасники цих подій Петро Шакула, Микола Капецяк, Іван Кухта:
«Хоч як таємно готувався наступ, гітлерівці все ж дізналися про нього. У ніч з 12 на 13 липня генералу Пухову повідомили: на світанні противник почав відхід на другу лінію оборони. Зі штабу армії почали надходити розпорядження та накази. Тут, у районі станції Звиняче та села Ощева були споруджені міцні укріплення»
Війська Третього Рейху залишили територію села 14 липня 1944 року.

#### Репресії проти жителів Ощева— членів підпілля ОУН і воїнів УПА
Утвердження влади більшовиків в Україні поклало початок репресіям проти членів Організації українських націоналістів. У 1940-х роках за належність до націоналістичного підпілля заарештували жителів Ощева Марію Остапчук (Карпунь), Івана Давидова, Івана Зозулю, Івана Їжевського, Василя Зозулю, Семена Максимчука, Дмитра Мурахевича, Єлизавету Мурахевич, Ганну Давидову, Олексія Дубовика, Катерину Дубовик (Грім), Дем'яна Зозулю, Олену Зозулю, Федора Мурахевича.
Іван Зозуля (Демків), Іван Давидов, Іван Їжевський, Василь Зозуля не раз були присутні на прийнятті присяги вояками УПА у сусідньому селі Ярівка. Вони тільки що переписали у записні книжечки 10 заповідей. Під час обшуку в Івана Зозулі знайшли записну книжечку з цими заповідями, решту активістів видав агент НКВД. Їх було заарештувано і відправлено у Луцьку тюрму, де після важких тортур і знущань вони були розстріляні.
Марію Карпунь було засуджено за статтями 54 ч. 1а та 54 ч. 2 на 15 років каторги і 5 років позбавлення прав. Покарання відбувала у тайшетських таборах, згодом у Маріїнську. Дорогою туди Марія зустрілася із Марією Грушевською — дружиною Голови УЦР, відомого українського історика Михайла Грушевського. Потім в'язнів направили етапом в Дудінку, після неї — у Норильськ. Марія Карпунь — учасник Норильського повстання.
У 1946 році Катерину Грім засуджено до 25 років каторжних робіт та 5 років позбавлення прав. Через тиждень після суду етапом її та інших каторжан відправили до Іркутської області в місто Тайшет.
Сім'ї Дмитра і Єлизавети Мурахевичів з дочками Євгенією і Тетяною, Дем'яна і Олени Зозулів були вивезені в Іркутську область Східного Сибіру. Ганна Давидова була вивезена в Архангельську область на 11 років заслання.

### Післявоєнний період (1944—1991)
Після війни приміщення сільської ради було перенесено в село Терешківці. У 1974 році, коли колгосп імені Матросова приєднали до артілі «Шлях Леніна», то і сільську раду також було перенесено у село Вільхівка.
З 1977 по 1993 роки головою сільради працював Василь Карпунь, який перед цим працював на керівних посадах.

#### Колективізація
Разом із створенням органів місцевої влади, в селі у 1940 році було створено колгосп імені Молотова. Селяни неохоче йшли в колективне господарство. В людей забирали коні, вози, реманент. Перед радянсько-німецькою війною головою колгоспу був С. Вращук.
У 1948 році знову було створено колгосп імені Молотова, головою якого було обрано Івана Драпчинського, потім Василя Сивокобильського.
У 1951 році колгосп було укрупнено і об'єднано з терешківцівсьським імені Сталіна. Головою було обрано Павла Новосада, згодом — Петра Загоруйка. Укрупненій артілі було присвоєно ім'я Матросова.
У 1974 році колгосп імені Матросова було об'єднано з артіллю «Шлях Леніна», де головою працював Володимир Жигун. Колгосп став великим багатогалузевим господарством.
У 1983 році колгосп імені Матросова було відокремлено від колгоспу «Шлях Леніна» і утворено новий колгосп імені Карла Маркса, головою якого було обрано Михайла Трачевського. За період його господарювання зросла матеріально — технічна база господарства, землеробство було поставлено на наукову основу. Внаслідок цього господарство значні кошти виділило і на закінчення будівництва школи, будівництво медичного пункту, відновлення храму. Було закінчено прокладання дороги з твердим покриттям.

#### Формування освітньої інфраструктури
У 1944 році навчання у сільській школі відновилося у приватній польській хаті в надзвичайно складних умовах. Не було паперу, зошитів, книжок, учням бракувало одягу, взуття, шкільного приладдя, проте школу відвідувало понад 30 дітей віком від 7 до 11 років. Згодом директором школи було призначено Діну Ліщук, яка до цього працювала у селі Озерці. Зруйновану під час війни школу було відновлено на новому місці — перевезено у центр села. Були відкриті нові класні кімнати, з кожним роком зміцнювалася матеріально-технічна база школи.
У 1950-1960-х роках у школі навчалося 130—140 учнів із сіл Ощів і Терешківці.  
У 1960 році директором школи було призначено Петра Костюка. Старе приміщення школи вже не відповідало вимогам освітніх завдань, а тому за ініціативи профспілкової організації школи, зокрема тодішнього голови профкому Василя Дубінського, було проведено батьківські збори, на яких було вирішено добудувати школу. Значну допомогу в цьому питанні надав виконком Вільхівської сільської ради, а також правління колгоспу імені Матросова. Були виділені кошти на два каркасні будинки, які були об'єднані в побудові і дали чотири класні кімнати. Оформлено також і спортивний майданчик.
У 1961 році на посаду вчителя історії було призначено Ганну Бабій — творчу й неординарну особистість, яка у 1978 році була удостоєна звання Заслужений учитель Української РСР.
Значну роль у ліквідації неписьменності та розвитку освіти жителів Ощева відігравала відкрита при денній загальноосвітній спочатку вечірня, а згодом філіал заочної школи, директором якого була Галина Кос.
Розв'язання завдань навчально-виховного процесу у 1960-х роках вимагало зміцнення матеріально-технічної бази школи, а саме розширення її приміщення. Тому було вирішено розпочати добудову нового корпусу до вже діючих чотирьох класних кімнат. Із цією метою було проведено збори всіх жителів села. Будівництво необхідно було вести господарським способом, тому що вільної підрядної організації на той час не було. Батьки по черзі ходили на будівельні роботи. Таким чином було споруджено підвальне приміщення і перший поверх нового корпусу школи. У цей час у школі відбулися певні кадрові зміни. Оскільки Петро Костюк з 1968 по 1973 роки працював завідувачем Горохівського районного відділу освіти, на посаді директора школи працювала Ганна Бабій, активна позиція якої, у тому числі й депутатська діяльність у Волинській обласній раді, допомогли знайти підрядчика на завершення розпочатого будівництва — Горохівську міжколгоспну будівельну організацію. Повністю школа була збудована у 1978 році. Матеріально-технічна база з добудовою школи значно поліпшилась: були відкриті предметні кабінети, бібліотека, їдальня. Оскільки у 1978 році Петро Костюк вибув на Львівщину, директором школи було призначено Олександра Панасюка, який працював лише два роки, а його наступником став В'ячеслав Проскуровський, який працював з 1980 по 1986 роки. З 1986 року директором школи призначено Андрія Годлевського, а заступником директора — Феодосія Снітка. Працюючи над проблемним питанням школи, директор і завуч шукали найефективніші шляхи його вирішення. У колективі школи створено необхідні умови для самоосвіти кожного вчителя, його професійного росту у міжатестаційний період. Вибрано оптимальну структуру методичної роботи: творчі групи класних керівників, учителів початкових класів, гуманітарних та природничо-математичних дисциплін. Дирекцією школи було розроблено спеціальну програму вивчення готовності вчителя до саморозвитку, впровадження інновацій та виявлення чинників, що стимулюють самовдосконалення.

### У незалежній Україні
У селі функціонують комунальні установи та підрозділи Горохівської міської ради — гімназія та клуб. Також діють заклади торгівлі. До 2021 року жителів села обслуговував фельдшерсько-акушерський пункт.   
Після реформування колективних господарств колгосп у селі реорганізовується у селянську спілку, а пізніше — у приватно-орендне сільськогосподарське підприємство «Райдуга» на чолі із заслуженим працівником сільського господарства України Михайлом Трачевським, яке проіснувало до 2013 року. З 2013 року значну частину земель жителів села орендує ТОВ «Волинь-Нова». Діють також інші товариства, які займаються обробкою земель сільськогосподарського призначення.
За роки незалежності в селі ефективно почали розвиватися й працювати одноосібні селянські та фермерські господарства..
12 червня 2020 року, відповідно до розпорядження Кабінету Міністрів України № № 708-р «Про визначення адміністративних центрів та затвердження територій територіальних громад Волинської області», село увійшло у склад Горохівської міської громади.
19 липня 2020 року, в результаті адміністративно-територіальної реформи та ліквідації Горохівського району, село увійшло до складу новоутвореного Луцького району.

#### Органи місцевого самоврядування
У 1993 році села Ощів й Терешківці були від'єднанні від Вільхівської сільської ради внаслідок утворення Терешківцівської сільської ради. Її головою став Василь Карпунь і пропрацював до виходу на пенсію у 1996 році. Також Терешківцівську сільську раду очолювали Ганна Притолюк (1996—2006) та Тамара Войтович (2006—2020). 4 грудня 2020 року у зв'язку з завершенням реформи децентралізації у регіоні рішенням Горохівської міської ради розпочато процес реорганізації Терешківцівської  сільської ради шляхом приєднання до Горохівської міської ради. 
Рішенням Горохівської міської ради від 21 жовтня 2021 року село Ощів віднесене до Терешківцівського старостинського округу. Старостою округу затверджено Василя Казуна.

#### Релігійне та громадське життя

##### Відбудова місцевого храму. Розвиток православної парафії
Наприкінці 1980-х років жителі села відчули свіжий вітер суспільно-політичних змін, відразу постало питання про відбудову храму. Ініціатором, натхненником, будівничим і першим старостою відродженої святині був Григорій Шкамарда, а всі роботи виконували односельці дружною громадою. 1990 року відбудована церква була відкрита й освячена благочинним Горохівського округу протоієреєм Олександром Пасічником як Хрестовоздвиженська. Настоятелем храму став протоієрей Миколай Мельничук. Після його смерті у 2010 році настоятелями храму були протоієрей Василій Хомляк (2010—2011) та священик Роман Світлик (2011—2019).
27 лютого 2019 року на загальних Парафіяльних зборах релігійної громади прихожани храму одноголосно вирішили приєднатися до складу Православної церкви України.  
Згідно розпорядження голови Волинської ОДА Олександра Савченка № 315 від 7 червня 2019 року Хрестовоздвиженська релігійна громада була офіційно зареєстрована у складі ПЦУ.

##### Участь жителів села у антитерористичній операції на Донбасі
4 січня 2016 року під час ротації до міста Олешки помер житель села Ощів, учасник АТО Володимир Павлюк. Він був сапером, воював у ДУК «Правий сектор». Похований на сільському цвинтарі.
12 червня 2016 року у селі Ощів від серцевого нападу помер демобілізований учасник АТО Олександр Міхєєв. Він був водієм машини швидкої допомоги, вивозив поранених із поля бою, двічі був контужений. Похований на цвинтарі у селі Гаразджа.

## Населення
За переписом УРСР 1989 року чисельність наявного населення села становила 526 осіб, з яких 235 чоловіків та 291 жінка.
За переписом населення України 2001 року в селі мешкали 474 особи.

### Мова
Розподіл населення за рідною мовою за даними перепису 2001 року:
| Мова       | Відсоток |
| ---------- | -------- |
| українська | 99,58 %  |
| російська  | 0,42 %   |

## Персоналії
- Литвин Леонід Єгорович — Заслужений художник України. Народився 1943 року у селі Ощів Горохівського району Волинської області. Пізніше сім'я переїхала до Луцька, де Леонід у 1952 році був зарахований в середню школу № 2. У 1959 році вступив у Львівське училище декоративно-прикладного мистецтва імені Івана Труша. У 1963 році виїхав на північ РФ, де працював робітником в ліспромгоспі села Кодіно Архангельської області. 1963 року був призваний на військову службу на Балтійському та Північному флотах. Прослужив до 1967 року та повернувся до Львова, щоб завершити навчання в училищі. З 1990 року Леонід Єгорович — член Національної спілки художників України. Він — автор багатьох монументальних розписів та мозаїк різноманітних громадських споруд міста Луцька.
- Бабій Ганна Федорівна — Заслужений вчитель України. Народилася у селі Стрільче. Після закінчення Луцького педінституту працювала вчителем Лахвичівської та Деревківської шкіл Любешівського району, згодом переїхала працювати вчителем історії в село Ощів. Вчителька проводила активну громадську роботу, організувала Музей бойової слави в школі. У 1978 році було присвоєно високе звання — Заслужений учитель Української РСР[18]. Указом Президента України від 27 вересня 2021 року № 491/2021 удостоєна довічної державної стипендії для видатних діячів освіти[19]